# Podedruhlice
Podedruhlice jsou osada v katastrálním území Druhlice obce Daleké Dušníky v okrese Příbram. Nachází se asi 7 km jižně od Dobříše a asi 15 km severovýchodně od Příbrami.
Podedruhlicemi protéká říčka Kocába, na níž se zde nachází již nefunkční Vašíčkův mlýn. Rovněž se zde nachází kříž. Je zde registrováno deset čísel popisných: 19, 23, 24, 25, 26, 27, 29, 30, 35 a 47.
Podedruhlice jsou silničně spojeny s Druhlicemi a se Skalicí, nedaleko jsou též Ouběnice a Daleké Dušníky.